# Stolbergův jez
Stolbergův jez, nazývaný také jez Ostravice, km 18,3 nebo Jez Žabeň, je pevný železobetonový vodní jez na 18,5 km řeky Ostravice na území obcí Žabeň a Řepiště v okrese Frýdek-Místek. Geograficky se nachází v nížině Ostravská pánev v Moravskoslezském kraji a na hranici Moravy a Horního Slezska.

## Další informace
Stolbergův jez je nazýván podle šlectického hraběcího rodu Stolbergové ze Stolbergu a jeho existence je spojována se starší historii mlýna v Paskově postaveného roku 1431. V roce 1973 byl jez opět rekonstruován a je důležitým stabilizačním prvkem řeky Ostravice. Výška jezu je 2 m a šířka přelivu je 62 m. Nad jezem je stavidlo, které levostranným vodním kanálem (náhonem) Říčka vede vodu až k zámku Paskov, kde se významně podílí na ekologii přírodní památky Paskov a následně se vlévá do říčky Olešná (přítoku řeky Ostravice). Na jezu je pro vodáky umožněno přenášení lodí po levém břehu. V letním období je jez využíván také ke koupání. Jez je celoročně volně přístupný a vedou kolem něj cyklotrasy, např. cyklistická trasa 59.

## Galerie

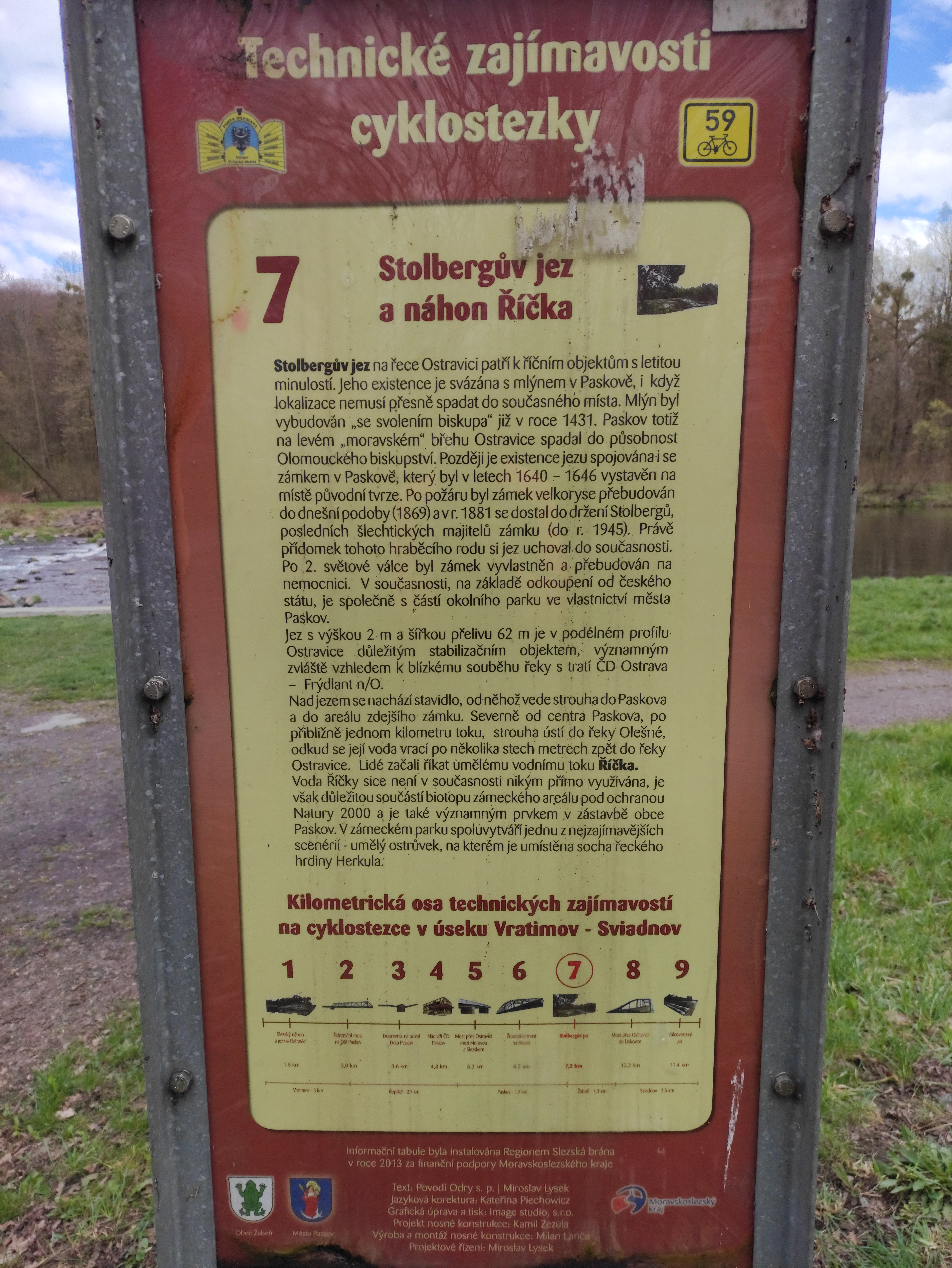
Informační panel u jezu
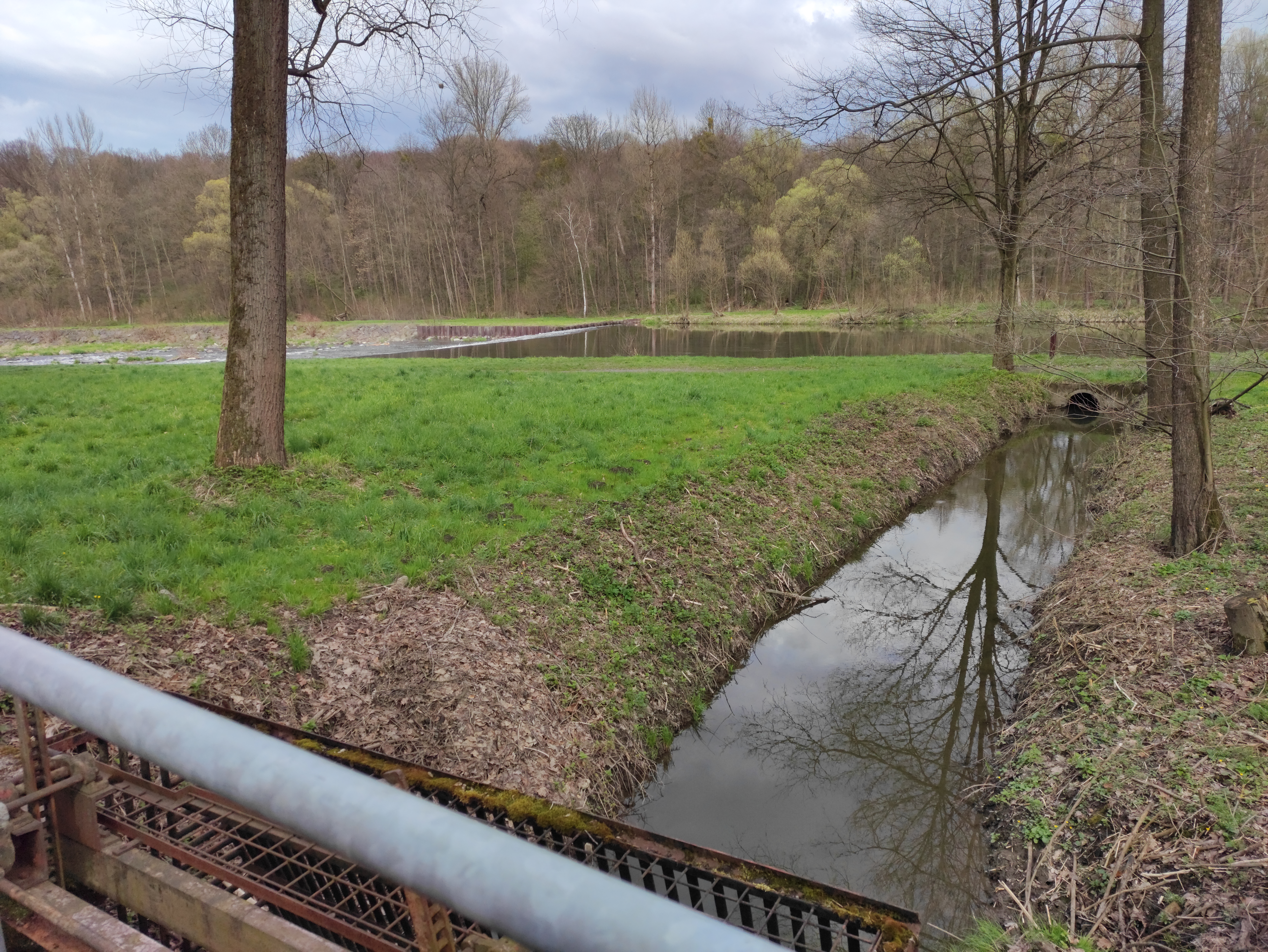
Náhon Říčka a Stolbergův jez